# Kimowsk
Kimowsk – miasto w Rosji, w obwodzie tulskim, 77 km na południowy wschód od Tuły. W 2009 liczyło 28 701 mieszkańców.